# 서귀포 하례리 초령목
서귀포 하례리 초령목은 대한민국 제주특별자치도 서귀포시 남원읍 하례리에 있는 초령목이다. 2005년 10월 5일 제주특별자치도의 기념물 제63호로 지정되었다.

## 지정 사유
초령목은 목련과에 속하는 희귀 상록수로 우리나라에서는 제주도와 흑산산도 일부지역에서 자생하고 있는 바, 자생 초령목 발견으로 제주 자생 수종임을 보여주는 증거로써 의미가 크고 학술적 연구자료와 희귀성 등 문화재적 가치가 높이 평가되고 있음.

## 참고 자료
- 하례리초령목 - 국가유산청 국가유산포털